# Kampfzone (Band)
Kampfzone aus Bernburg (Saale) ist eine deutsche Oi!-Band, die sich selbst als unpolitisch versteht. Ihr näheres Umfeld weist jedoch eine große Nähe zur Rechtsrock-Szene auf.

## Bandgeschichte
Kampfzone gründete sich 1994 zunächst unter dem Namen Erstschlag. Nach mehreren Umbesetzungen gelang es ihnen mit Dennis Stöber, der vorher bei einer der ersten sachsen-anhaltischen Oi!-Bands, Hässlich, gesungen hatte, ein stabiles Line-up aufzubauen. Die erste Single Made in Germany wurde dann über Bandworm Records verlegt und wurde noch von Rene Schulze eingesungen. 1997 erschienen drei Lieder auf dem Kompilation Kraft durch Oi!, auf der auch die antifaschistische Skinhead-Band Loikaemie, sowie mehrere unpolitische Oi!-Bands vertreten waren.
Kampfzone wechselte dann jedoch zum Label Dim Records, das in der Oi!- und Punk-Szene einen schlechten Ruf hat und allgemein als Bindeglied zwischen Rechtsrock und unpolitischer Oi!-Szene angesehen wird. Dort erschien das Debütalbum Kurze Haare, schwere Boots und der Nachfolger Aussenseiter, bevor die Band einige Eigenveröffentlichungen herausbrachte.
2002 erschien das Album Zwischen den Fronten wieder auf Dim Records. 2003 erschien eine Split-CD mit der schwedischen Rechtsrock-Band Steelcapped Strength. Auch die folgenden MCDs 2003 und COPS (2004) erschienen auf dem Label, bis Kampfzone mit Bastarde (2006) kurzzeitig zu Nordisc Records wechselten. Im gleichen Jahr erschienen außerdem zwei Split-EPs, eine mit der Blood & Honour-nahen belgischen Skinhead-Band Les Vilains und eine mit der schwedischen Band Battle Scarred, die ebenfalls bei Dim Records unter Vertrag standen.
Das bis dato letzte Studioalbum Kriegsgebiet erschien 2008 wieder auf Dim Records. 2007 erschien außerdem eine Split-EP mit der dienstältesten deutschen Rechtsrock- und Skinhead-Band Endstufe.

## Bedeutung und Rezeption
Kampfzone wird von einigen Szeneangehörigen der Oi!-Szene als unpolitische Band betrachtet, ist jedoch mit dem rechtsextremistischen Teil der Szene eng verknüpft. Dies geschieht durch Split-Veröffentlichungen, aber auch durch Auftritte mit offen rechten Bands wie Nordwind, Hauptkampflinie und Aufmarsch. Zudem trat Sänger Dennis Stöber 2007 auf dem Sommerfest der NPD in Sangerhausen zusammen mit der rechten Band Hate Soldiers auf. Rene Schulze, bis 1996 Sänger bei Kampfzone, gründete 2000 eine ähnlich gelagerte Band namens Last Riot.
Vom Selbstverständnis der Band her ist Kampfzone unpolitisch, aber dennoch patriotisch. 
In den Texten finden sich einige patriotische Züge, so heißt es beispielsweise in Schwarz, rot, gold vom Debütalbum: „Schwarz, Rot, Gold. Einigkeit und Stärke, ist unsere Kraft. Schwarz, Rot, Gold. Einigkeit und Stärke ist unser Stolz.“ Auch Spitzen gegen die Punk-Bewegung finden sich schon recht früh in der Bandgeschichte, insbesondere in den Liedern Hippie Punks (eine deutschsprachige Coverversion der Oi!-Band Crowbar, Textauszug: „Oi!-Oi!-Oi! Ihr seid Hippie-Punks / Ihr werdet die Verlierer sein“) und Abschaum der Szene. Mehrere Texte sind zudem doppeldeutig, so dass sie auch in einem rechtsextremen Kontext wahrgenommen werden können.

## Diskografie

### Alben
- Kurze Haare, schwere Boots (1997 Dim Records)
- Außenseiter (1998 Dim Records)
- Zwischen den Fronten (2002 Dim Records)
- Swedish-German Friendship (Split-CD mit Steelcapped Strength, 2003)
- Bastarde (2006 Nordisc Records) indiziert
- Kriegsgebiet (2008 Dim Records)

### Singles / EPs
- Made in Germany (Single, 1996 Bandworm Records)
- Krieger mit Stolz (Eigenproduktion, 2000)
- 2003 (2003)
- COPS (2004) indiziert[6]
- Working Class Kids (2006)
- Politiker (2006)
- Kampfzone & Les Vilains (2006)
- Kampfzone & Battle Scarred (2006)
- Auf die Ohren Vol.1 (Split-EP mit Endstufe, 2007)

### Sonstige Veröffentlichungen
- Drei Lieder auf Kraft durch Oi! (Sampler, 1999)
- Studio-Sessions, live und unveröffentlicht (Eigenproduktion, 1999)
- Single Collection 1997 – 2004 (Kompilation, Strength Thru Oi! Records, 2009) (indiziert[7])